# Grupa pułkownika Andrzeja Kopy
Grupa pułkownika Andrzeja Kopy – związek taktyczny Wojska Polskiego z okresu polsko-bolszewickiej.

## Struktura organizacyjna
Skład 20 lipca 1920:
- dowództwo grupy
- 101 pułk piechoty
- V batalion 157 pułku piechoty
- II batalion 109 pułku piechoty